# Atrybucja (sztuka)

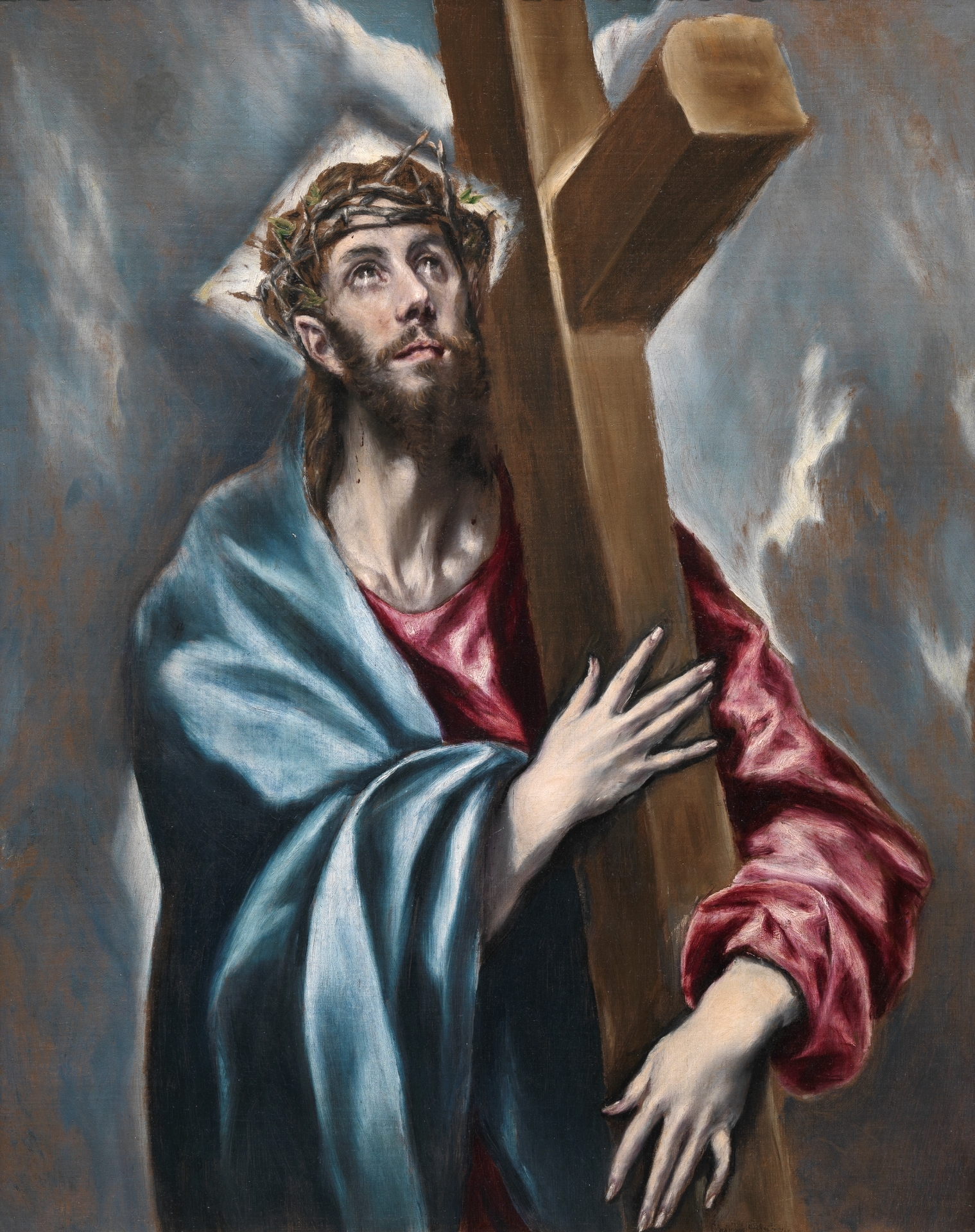
Na tym obrazie widoczne jest charakterystyczne dla stylu El Greca ułożenie dłoni.

Podobieństwo stylu może decydować o atrybucji dzieła – powtarzający się detal można uznać za podpis artysty.

Atrybucja (łac. attributio „przydzielenie”) – przypisanie (stwierdzenie) autorstwa dzieła sztuki, dokonywane w sytuacji, kiedy dzieło nie jest podpisane lub istnieją wątpliwości co do autentyczności podpisu autora.
Problem atrybucji dotyczy przede wszystkim dzieł średniowiecznych, kiedy to artyści tworzyli anonimowo – głoszono wówczas, że podziwiać należy dzieła, a nie artystów. Dopiero w czasach renesansu status artysty polepszył się na tyle, by – wzorem starożytnych – zaczęli oni sygnować swoje prace. Zwyczaj podpisywania prac upowszechniał się z trudem i jeszcze w następnych wiekach wielu artystów z różnych powodów tego nie robiło.
Obecnie znaczenia nabiera atrybucja dzieł współczesnych, co ma związek z procederem tworzenia falsyfikatów. Po śmierci artysty „odnajdują się” nieznane dzieła sygnowane jego nazwiskiem, a tworzone przez naśladowców. Próbuje się przeciwdziałać takim praktykom poprzez rejestrację dzieł wystawianych w galeriach oraz tworzenie dokumentów, gdzie określona jest historia obrazu (lub innego dzieła sztuki). Dokument taki, zaopatrzony w podpisy poprzednich właścicieli (czasem samego artysty, marszandów) i pieczęcie muzealne ułatwia ocenę autentyczności dzieła.
Ustalenie autorstwa dzieła sztuki dokonywane jest na podstawie:
- analizy przekazów historycznych, gdzie poszukuje się wzmianek o atrybuowanym dziele – nieocenionym źródłem wiedzy są tutaj zapisy kronik dworskich i klasztornych, pamiętniki, dokumenty cechowe, katalogi muzeów i prywatnych kolekcji (spisy inwentarza) itp.;

- analizy zapisków i szkiców pozostawionych przez domniemanego twórcę – wykonanie obrazu lub rzeźby poprzedzone było często rysunkami i szkicami, artyści często także opisywali swoje dzieła w pamiętnikach.

- porównania fizycznej struktury atrybuowanego dzieła z dziełami o ustalonym autorstwie – poszukuje się tutaj podobieństw w zakresie rodzaju używanych materiałów i sposobu ich wykorzystania (np. składu chemicznego farb wyrabianych w pracowniach malarzy czy składu chemicznego substancji używanych do impregnacji drewna). Przez długi czas w dziejach wszystkie materiały potrzebne artyście wytwarzane były w jego warsztacie i różniły się od materiałów wykorzystywanych w innych pracowniach;

- porównania sposobu (techniki) wykonania atrybuowanego dzieła z dziełami o ustalonym autorstwie – bierze się tutaj pod uwagę charakterystyczne cechy stylu (np. portretowane przez El Greca osoby mają w szczególny sposób ułożone dłonie, jest to znak rozpoznawczy tego malarza).

Atrybucja dzieł sztuki często budzi kontrowersje. Zdarzają się przypadki, że jedno dzieło sztuki przypisywane jest kilku osobom. Badacze spierają się wskazując na różne argumenty przemawiające za autorstwem poszczególnych artystów. Bierze się to stąd, że w wielu wypadkach brak jest jakichkolwiek wzmianek o pochodzeniu dzieła i nie jest jednocześnie możliwe odnalezienie charakterystycznych cech warsztatu i stylu. Oprócz tego identyfikację autora utrudniać mogą liczne i niefachowo wykonane renowacje. W takich przypadkach autora określa się jako „nieznanego” lub przy podaniu nazwiska zaznacza się, że autorstwo nie jest pewne. Spotyka się również określenia „nieznany” z oznaczeniem grupy artystów, z której prawdopodobnie się wywodzi (np. „autor nieznany ze szkoły sieneńskiej”).